# Брож, Карл Осипович
Карл (Карел, Корел) Осипович (Иосифович) Брож (чеш. Karel Brož) (13 [25] ноября 1836, Прага — 9 [22] ноября 1901, Санкт-Петербург) — чешский и русский ксилограф, художник-иллюстратор, акварелист.

## Биография
Родился 13 (25) ноября 1836 года в Праге, в небогатой семье. Отец работал в одной из пражских торговых контор. В возрасте шести-семи лет поступил в начальную школу ордена крестоносцев (Kreuzherren), в которой проучился четыре года. Затем продолжил общее образование в реальном училище, где также закончил четырёхлетний курс. Уже в школе проявился его талант к рисованию и родители не стали препятствовать его дальнейшему развитию. Через год после окончания школы поступил в Венскую академию художеств и пробыл в ней около шести лет, успешно работая и поддерживая себя и семью. Его небольшие картины, написанные масляными красками, пользовались спросом и хорошо продавались. Из-за формы своей шляпы был задержан полицией по подозрению в политической нелояльности и провёл в полицейском участке два дня, в результате чего был на время отчислен из академии. Поскольку подобные неприятности с ним периодически повторялись, Брож стал задумываться о переходе в другую академию, но не имел для этого средств. Во время нахождения в академии Брож стал работать в качестве иллюстратора, делая рисунки для народных чешских календарей с литературными приложениями, расходившихся по деревням тиражами в сотни тысяч экземпляров. Когда в конце 1857 года А. О. Бауман, затеявший в России издание «Иллюстрации», обратился к одному из венских агентов с просьбой найти ему рисовальщика, тот остановился на молодом талантливом художнике, с успехом иллюстрировавшем повести и рассказы в календарях.

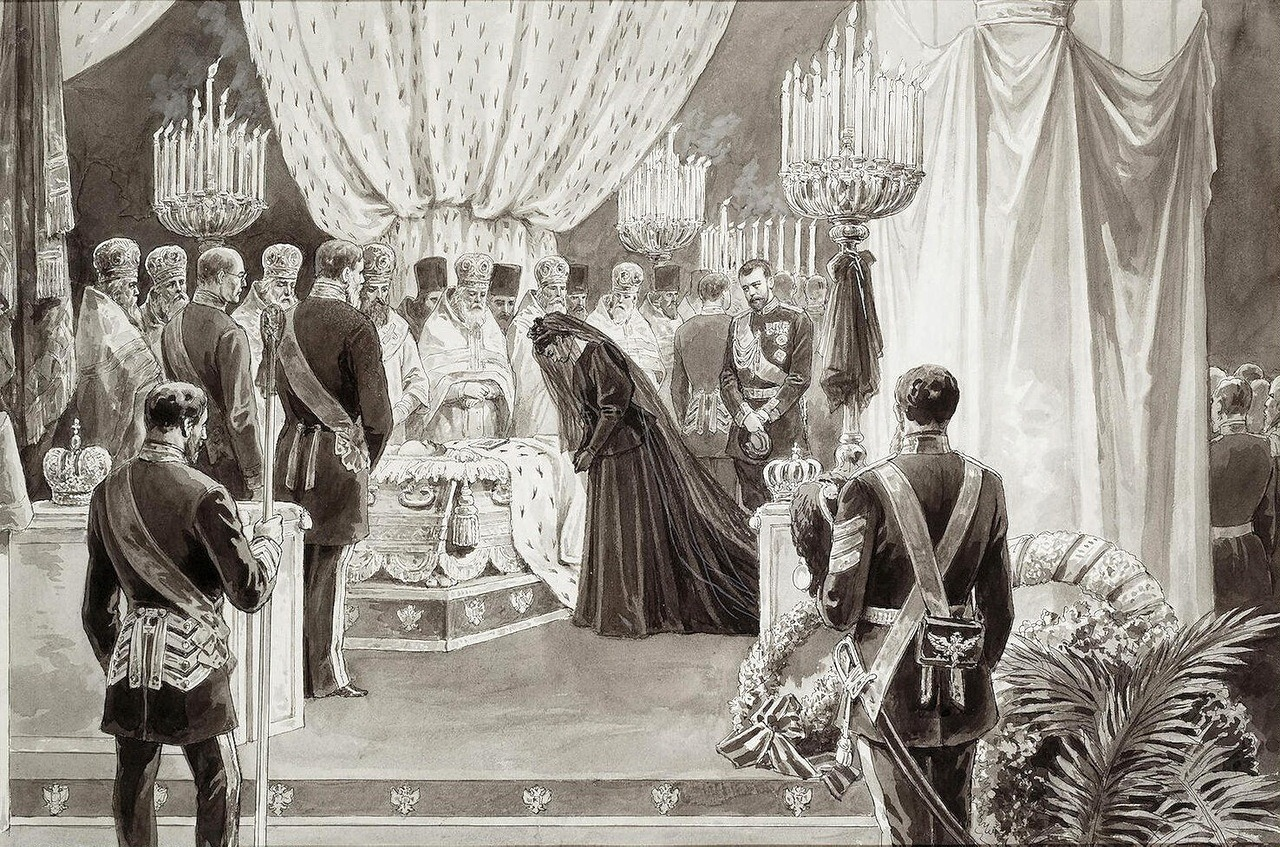
Похороны Александра III в Петропавловском Соборе. Рис. К. Брож, 1894 г.

В 1858 году Брож уезжает в Россию и с этих пор становится исключительно российским художником. Он много рисовал для «Иллюстраций» и других изданий Баумана («Иллюстрированная Неделя», «Нева»), а также плодотворно сотрудничал с «Сыном Отечества» А. В. Старчевского до перехода этой газеты в другие руки, выполняя портреты и снимки с картин известных художников, выходившие в виде приложений к газете. С основанием «Всемирной иллюстрации» её издатель Г. Д. Гоппе приглашает Брожа к постоянному сотрудничеству, которое началось с первого номера журнала в 1869 году и непрерывно продолжалось до самого закрытия журнала в 1898 году. В 1887 году Брож становится заведующим художественным отделом журнала. Кроме того, им было исполнено большое количество портретов и рисунков для «Русской старины» М. И. Семевского и для других изданий и книг. Последние рисунки Брожа вышли на страницах «Биржевых Ведомостей».
Умер 9 (22) ноября 1901 года в Санкт-Петербурге в Мариинской больнице от воспаления лёгких. Был похоронен на Католическом кладбище на Выборгской стороне; могила утрачена.